# Músculo iliopsoas
El músculo iliopsoas o psoas ilíaco es un músculo que se encuentra en la cavidad abdominal y en la parte anterior del muslo. Es uno de los músculos más potentes del cuerpo y es el más potente de los músculos flexores de la cadera. La razón principal por la cual este músculo es tan potente es porque se refleja en la rama ilíaca, produciendo un movimiento en polea.
Está constituido por dos porciones: una parte larga medial, el psoas, y una parte ancha lateral, el ilíaco. El músculo iliopsoas es muy importante a nivel patológico. Otro detalle importante es que forma el suelo del triángulo de Scarpa.

## Psoas mayor
La porción psoas o psoas mayor se origina en las vértebras T12 y las cinco primeras lumbares (T12-L5), así como en la base de las apófisis transversas correspondientes, y desciende hacia la fosa ilíaca del coxal, donde se une con la porción ilíaca. La inserción vertebral es peculiar, en una serie de arcos superpuestos desde un disco intervertebral al otro.

## Ilíaco
El músculo psoas ilíaco es un músculo compuesto formado por el músculo psoas mayor y el músculo ilíaco. La porción ilíaca se origina por arriba en el labio interno de la cresta ilíaca, espinas ilíacas anterior, superior e inferior, base del sacro, parte de la fosa ilíaca interna, ligamento iliolumbar y zona lateral de la cara anterior del sacro. 
Ambos cuerpos musculares se unen para pasar por debajo del arco crural (ligamento inguinal) en la zona externa, insertándose conjuntamente en el trocánter menor del fémur. 
En el curso de su trayecto, el iliopsoas se relaciona con importantes órganos: diafragma, riñones, uréteres, vasos renales, colon, ciego, arterias ilíacas primitivas, y arterias y venas ilíacas externas. Especialmente íntima es su relación con el plexo lumbar, que atraviesa el músculo.
El iliopsoas está inervado por ramas directas del plexo lumbar y del nervio crural.
La porción inferior debajo del ligamento inguinal forma parte del piso del triángulo femoral.

## Acción
El iliopsoas desplaza generalmente el miembro inferior libre, produciendo flexión en la cadera para elevar el miembro e iniciar la marcha cuando el miembro opuesto asume el peso corporal. No obstante, también puede mover el tronco; la contracción bilateral del iliopsoas inicia la flexión del tronco en la cadera del muslo fijo. El iliopsoas es también un músculo postural, activo durante la bipedestación, manteniendo la lordosis lumbar normal (e indirectamente la cifosis torácica), y resistiendo la hiperextensión de la articulación coxal.

## Inserción
- Superior: Cuerpos de la última vértebra dorsal (D12) y de las 5 primeras lumbares.
- Inferior: Trocánter menor del fémur.

## Origen
- La parte psoas: en las caras laterales de las vértebras lumbares, en las caras anteriores de las apófisis transversas y discos                           intervertebrales de la 12.ª vértebra dorsal a la 5ª vértebra lumbar.
- La parte ilíaca: en la cara interna de la fosa ilíaca.

## Inervación[1]
Los dos músculos que forman el iliopsoas están inervados por diferentes ramas. El psoas mayor es inervado por las ramas anteriores del plexo lumbar L1 a L3. Mientras que el ilíaco está inervado por las ramas del nervio femoral (L2, L3).

## Irrigación[1]
La irrigación también está dividida según las porciones del músculo iliopsoas. No obstante, algunos músculos comparten la misma irrigación. Primero de todos, el psoas mayor, está irrigado por las arterias lumbares (ramificaciones de la arteria aorta abdominal) y la iliaca externa (continuación de la arteria aorta abdominal). Por otro lado, el íliaco, tan solo está irrigado por la arteria ilíaca externa.